# Mandeb
Mandeb či Báb-al-Mandab (arabsky مضيق باب المندب‎, Báb al-Mandab, česky Brána nářků) je průliv mezi Rudým mořem a Adenským zálivem, v překladu Brána slz (nářků). Průliv má šířku 26 km a hloubku 180 až 320 m. Jedná se o důležitou dopravní cestu, kterou musejí (kromě Suezského průplavu) proplouvat všechny lodě na své cestě mezi Středozemním mořem a Indickým oceánem.
Vzdálenost Ras Menheli na arabské straně a Ras Siyan v Africe je přibližně 30 km. Průliv je rozdělen na dvě části ostrovem Perim. Východní část je známá pod jménem Bab Iskender a je 3 km široká a 30 m hluboká. Západní část Dact-el-Mayun má šířku přibližně 25 km a dosahuje hloubky 310 m. Nedaleko afrického pobřeží se nachází souostroví Sawabi sestávající ze sedmi ostrovů.
V roce 2008 oznámil saúdský podnikatel Tarek bin Ládin plán na vybudování 29 kilometrů dlouhého mostu přes úžinu.